# Joel Maria dos Santos
Joel Maria dos Santos (Belo Horizonte, 8 de fevereiro de 1966) é um bispo brasileiro da Igreja Católica, atual bispo auxiliar de Belo Horizonte.

## Biografia
Nascido em 8 de fevereiro de 1966 em Belo Horizonte, concluiu os estudos de Filosofia (1987-1989) e Teologia (1990-1994) na Pontifícia Universidade Católica de Minas Gerais, onde também cursou Psicologia (2000-2004). Foi ordenado padre em 14 de maio de 1994 e foi incardinado na Arquidiocese de Belo Horizonte, pelo Arcebispo Serafim Fernandes de Araújo.
Após a ordenação ocupou os seguintes cargos: vigário paroquial de Maria Mãe dos Pobres (1994-1995); administrador da paróquia de Santa Clara e São Francisco (1994-1995); vigário da paróquia de São Vicente de Paulo (1995-1996); pároco de Santa Teresinha (1996-2008); vigário paroquial da Santíssima Trindade (2008-2013); coordenador do Seminário Arquidiocesano (2010-2013); pároco do Bom Pastor (2012-2014) e do Santo Cura d'Ars (2014-2018); conselheiro pelo Diaconato Permanente (2017-2021). Desde 2016 até 2021 foi vigário episcopal para a Ação Pastoral e desde 2018, pároco da Santíssima Trindade em Belo Horizonte.
Em 27 de outubro de 2021, foi nomeado pelo Papa Francisco como bispo auxiliar de Belo Horizonte, recebendo a sé titular de Thenæ. Recebeu a ordenação episcopal, em 18 de dezembro de 2021, na Catedral Cristo Rei de Belo Horizonte, por Dom Walmor Oliveira de Azevedo, arcebispo de Belo Horizonte, coadjuvado por Dom Geovane Luís da Silva e Dom Vicente de Paula Ferreira, bispos auxiliares de Belo Horizonte.